# W en indice
Cette page contient des caractères spéciaux ou non latins. S’ils s’affichent mal (▯, ?, etc.), consultez la page d’aide Unicode.
Le w en indice, ◌w, est un symbole phonétique utilisé notamment par George L. Trager (en) pour indiquer la labialisation graduelle de la consonne qui le précède, ou dans la transcription de Jean Haust utilisée dans l’Atlas linguistique de la Wallonie.

## Utilisation
George L. Trager (en) utilise le w en indice, dans plusieurs articles ou ouvrages décrivant le taos, pour reprénter la labialisation graduelle de la consonne qui le précède : kw, k’w, xw,,.
Dans l’Atlas linguistique de la Wallonie, la transcription de Jean Haust et des continuateurs du projet utilise le w en indice ‹ w › pour représenter une semi-consonne labio-vélaire [w] prononcée faiblement, par exemple dans la transcription vìlawč, « village », à Marche-lez-Écaussinnes (S 29).

## Représentations informatiques
Le w en indice n’a pas été codé dans une norme informatique. Il peut être obtenu avec le formattage de texte, par exemple w (<sub>w</sub> en HTML) ou avec des polices de caractères spécifiques non standards.